# Албулешти
Албулешти (рум. Albulești) је насељено место у Румунији, у оквиру општине Думбрава. Налази се у жупанији Мехединци, у Олтенији.
По последњем попису из 2011. године у насељу живи 574 становника.